# Ralls (Texas)
Ralls es una ciudad ubicada en el condado de Crosby en el estado estadounidense de Texas. En el Censo de 2010 tenía una población de 1944 habitantes y una densidad poblacional de 556,4 personas por km².

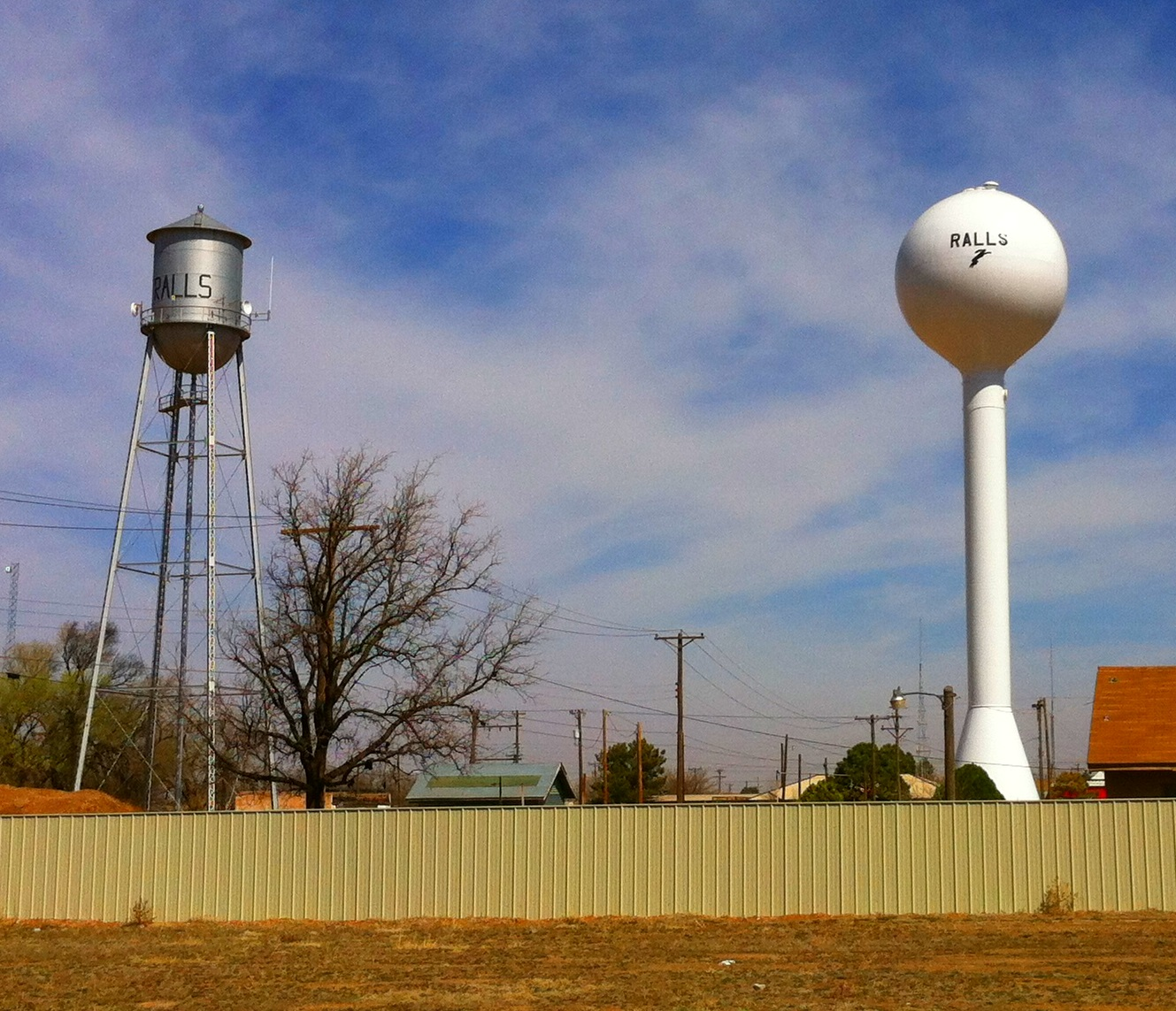
Torre de agua en Ralls.

## Geografía
Ralls se encuentra ubicada en las coordenadas 33°40′44″N 101°23′5″O / 33.67889, -101.38472. Según la Oficina del Censo de los Estados Unidos, Ralls tiene una superficie total de 3.49 km², de la cual 3.49 km² corresponden a tierra firme y (0%) 0 km² es agua.

## Demografía
Según el censo de 2010, había 1944 personas residiendo en Ralls. La densidad de población era de 556,4 hab./km². De los 1944 habitantes, Ralls estaba compuesto por el 75.93% blancos, el 1.7% eran afroamericanos, el 0.87% eran amerindios, el 0.15% eran asiáticos, el 0.1% eran isleños del Pacífico, el 18.88% eran de otras razas y el 2.37% pertenecían a dos o más razas. Del total de la población el 57.97% eran hispanos o latinos de cualquier raza.